# Ásahreppur
Ásahreppur è un comune islandese della regione di Suðurland.